# Võ Lý
Võ Lý (sinh ngày 10 tháng 12 năm 1993) là một cầu thủ bóng đá chuyên nghiệp người Việt Nam hiện đang chơi ở vị trí tiền đạo cho câu lạc bộ Bình Phước.

## Sự nghiệp

### Đội trẻ
Năm 2003, khi đang học lớp 4 Trường tiểu học Điền Lộc, Võ Lý được chọn vào đội bóng đá của trường thi đấu ở Hội khỏe Phù Đổng huyện Phong Điền. Do thi đấu xuất sắc, Võ Lý tiếp tục được chọn vào đội bóng đá tiểu học của huyện Phong Điền và tỉnh Thừa Thiên Huế tham dự Hội khỏe Phù Đổng toàn quốc năm 2004 cùng với Nguyễn Văn Chiến và Trần Đình Minh Hoàng. Các cầu thủ trẻ kể trên đều gia nhập đội trẻ của câu lạc bộ Huế.
Năm 2014, Võ Lý chuyển sang thi đấu cho đội U21 Sông Lam Nghệ An dưới dạng cho mượn và đã cùng đội vô địch Giải bóng đá U21 quốc gia với ba bàn thắng và góp mặt trong đội hình tiêu biểu của giải.

### Thi đấu chuyên nghiệp
Bắt đầu từ đội trẻ, Võ Lý thi đấu cho câu lạc bộ bóng đá Huế ở Giải hạng nhất. Cuối năm 2018, anh cùng hai đồng đội Trương Đình Nhân, Nguyễn Công Nhật quyết định rời Huế để thi đấu ở Giải vô địch quốc gia (V.League 1).
Ngày 10 tháng 12 năm 2018, Võ Lý ký hợp đồng với Câu lạc bộ Thành phố Hồ Chí Minh. Sau quãng thời gian thi đấu không thành công với phần lớn thời gian ngồi trên băng ghế dự, Võ Lý rời Thành phố Hồ Chí Minh và gia nhập SHB Đà Nẵng vào tháng 7 năm 2019, với hy vọng tìm lại cảm giác chơi bóng. Sau gần một mùa giải ở Đà Nẵng, cùng với việc câu lạc bộ lâm vào khủng hoảng thì những đóng góp của Võ Lý là không đáng kể.
Ngày 4 tháng 12 năm 2020, Nam Định công bố chiêu mộ thành công Võ Lý từ SHB Đà Nẵng. Tháng 11 năm 2021, Võ Lý chuyển sang câu lạc bộ Công an Nhân dân.

## Sự nghiệp quốc tế
Năm 2014, Võ Lý được có tên trong danh sách sơ bộ của U-21 Việt Nam tham dự giải U-21 quốc tế báo Thanh niên do huấn luyện viên Phan Công Thìn dẫn dắt. Năm 2015, qua giới thiệu của trợ lý Mai Đức Chung, Võ Lý được huấn luyện viên Phạm Minh Đức triệu tập lên Đội tuyển U21 Báo Thanh niên, nhưng lại bị loại trước khi giải đấu bắt đầu.

## Danh hiệu

### Câu lạc bộ
Công An Nhân Dân
- V.League 2:  2022

### Đội trẻ
- Hội khỏe Phù Đổng toàn quốc:  2004 (cùng U-11 Huế)
- Giải bóng đá U-13 quốc gia:  2006 (cùng U-13 Huế)
- Giải bóng đá U-15 quốc gia  2008 (cùng U-15 Huế)
- Giải bóng đá U-17 quốc gia:  2009 (cùng U-17 Huế)
- Giải bóng đá U-19 quốc gia:  2012 (cùng U-19 SHB Đà Nẵng)
- Giải bóng đá U21 quốc gia:  2014 (cùng U-21 Sông Lam Nghệ An)
- Đại hội Thể dục Thể thao toàn quốc:  2014
- Cầu thủ tài năng vượt khó tại vòng chung kết U-17 quốc gia năm 2010